# Oglašavanje
Oglašavanje (reklamiranje, odnosno reklama (od fra. réclame, odnosno lat. reclamo u značenju javno oglašavati) je jedna vrsta komunikacije kojoj je svrha informiranje, obavještavanje potencijalnih kupaca o proizvodima ili uslugama. Reklame kao način oglašavanja sadrže činjenice, informacije i uvjerljive poruke o onome što reklamiraju. Danas se za oglašavanje većinom koriste masovni mediji kao što su: televizija, radio, filmovi, časopisi, novine, internet, plakati, pa čak i videoigre. 
Razne reklame (u Hrvatskoj i drugdje u svijetu) možemo naći i na prijevoznim sredstvima (tramvajima, autobusima,automobilima...), autobusnim i tramvajskim stanicama itd.
Oglašavački materijal se stavlja gdje ga svi ljudi mogu lako uočiti. Oglašavanje u svrhu promoviranja koriste i političke stranke, vjerske organizacije, vojska, neprofitne organizacije ...Reklame se danas pojavljuju kao preporučeni izbor nečega što ta osoba najviše pretražuje. 2015 je EU uredbom donesen zakon da se na članke starije od 3 godine ta pravila ne primjenjuje zbog već postojećih plaćenih reklama na tim stranicama. Reklame se nalaze na stranici sve dok se sama stranica ne ukloni.
Prva hrvatska reklama napravljena je u vrijeme Kraljevine Srba, Hrvata i Slovenaca 1926. godine. Radilo se o reklami za pastu za zube, Kalodont, koju je u Beogradu snimio i režirao Josip Novak. Trajala je 7 minuta i 42 sekunde i emitirala se u kinima.

## Povijest oglašavanja
Prvi primjeri oglašavanja javljaju se 550. godine pr. Kr.- crne figurice Lekythos na kojima je bio natpis. Primjeri reklamnih i političkih poruka nađeni su i u ruševinama na Arapskom poluotoku, a egipatski trgovci su koristili papirus na kojima su bile poruke o proizvodima i robi.

Ostaci reklamnih poruka su nađeni i u Staroj Grčkoj i Starom Rimu. Crteži i natpisi, u svrhu oglašavanja, danas se još uvijek koriste uglavnom u siromašnijim dijelovima Azije, Afrike i Južne Amerike.

- Tehnika oglašavanja se počinje sve više razvijati i mijenjati nakon otkrića tiskarskog stroja (Johannes Gutenberg, (prva pol. 15. st.)
- 17. stoljeće - reklame se pojavljuju i u tjednim novinama u Engleskoj

Do porasta oglašavanja dolazi razvojem ekonomije u 19. st.
- 1841. godina - osnovana je prva oglašavačka agencija, a osnovao ju je Volney Palmer u Bostonu.

- 1875. godina - osnovana prva veća marketinška agencija N.W. Ayer & Son u Philadelphiji.

- 1920-te - razvoj radija, proizvođači i trgovci stvaraju radijske stanice da bi povećali prodaju radija

- 1950-te - DuMont Television Network, prva komercijalna televizijska mreža, prodaje vrijeme oglašavanja sponzorima

- 1960-te - javlja se moderniji pristup oglašavanju, cijeni se kreativnost, važne su neočekivane poruke koje će zaintrigirati kupce

- Kasne 1980-te i rane 1990-te - razvoj kabelske, satelitske televizije, MTV, glazbeni spotovi... Oglašavanje se sve više razvija. U SAD-u se javljaju televizijski programi koji su u potpunosti posvećeni oglašavanju - QVC, Home Shopping Network i dr.

- 1990-te - Internet marketing ("dot-com" marketing)

- 21. st. - kreativnost, nametljivost reklama, visoke cijene oglašavanja...

## Poveznice
- Marketing